# Per Mertesacker
Per Mertesacker (Hannover, 29. rujna 1984.) je njemački umirovljeni nogometaš i bivši reprezentativac.
S Elfom je 2014. godine postao svjetski prvak osvojivši Svjetsko prvenstvo koje se održavalo u Brazilu.

## Nagrade i uspjesi
Njemačka
- Svjetsko prvenstvo: 2014.

## Vanjske poveznice
- Profil na Transfermarktu
- Profil na Soccerwayu